# Pan Hong
Pour les articles homonymes, voir Pan (homonymie).
Dans ce nom chinois, le nom de famille, Pan, précède le nom personnel.
Pan Hong (chinois traditionnel : 潘虹), née le 4 novembre 1954 à Changshu dans la province du Jiangsu en Chine, est une actrice chinoise du cinéma et de la télévision.

## Biographie

### Enfance et formation
Pan Hong, de son nom de naissance Liu Rong Hua, est née le 4 novembre 1954 à Changshu dans la province du Jiangsu en Chine. Pendant la Révolution culturelle entamée par Mao Zedong, ses parents sont forcés de divorcer et en conséquence, elle prend le nom de sa mère Pan et part vivre avec elle. À l'âge de 10 ans, Pan Hong voit son père Harbin Liu se suicider.
En 1976, elle est diplômée à l'Académie de théâtre de Shanghai, une université prestigieuse basée à Shanghai dans laquelle d'autres actrices de renom ont également étudié, telles que Li Bingbing, Fan Bingbing ou encore Zhang Yuqi.

### Carrière

#### Au cinéma
Pan Hong débute en jouant des seconds rôles dans des longs métrages pour le studio du film de Shanghai à partir de 1976, avant de rejoindre le Emei Film Studio en 1980. On compte parmi ses premiers rôles les films Bitter Laughter (Kunaoren de xiao), Du Shiniang et Cold Night (Hanye).
Elle connaît une forte reconnaissance dans les années 1980 pour ses rôles polyvalents et la qualité de ses performances, notamment pour ses interprétations dans les films pour La Dernière impératrice (1987), Gu feng (1994) et Ren dao zhong nian (1982).

#### A la télévision
Dans les années 1990, elle joue dans plusieurs miniséries télévisées comme Qianqiu jiaguo meng en parallèle de son activité au cinéma. Elle participe à davantage de films de comédie et satire comme Shanghai Fever en 1993.

#### Autres responsabilités dans le milieu cinématographique
Elle est actuellement vice-présidente de l'Association du film chinois, qui est chargée de remettre les deux récompenses les plus prestigieuses du pays : les Coqs d'or et les prix des Cent Fleurs (respectivement l'équivalent des oscars et des Golden Globes).
Elle est aussi vice-présidente de la Société académique chinoise de la performance cinématographique.

### Récompenses
Pan Hong remporte de nombreuses récompenses au cours de sa carrière telles que le Coq d'or de la meilleure actrice qu'elle obtient à trois reprises, ce qui fait d'elle l'actrice chinoise la plus récompensée dans cette catégorie.
Elle reçoit également le prix des Cent Fleurs, le Huabiao Film Award ainsi que le Cerf d'or de la meilleure actrice pour son rôle dans le film Shanghai Fever (Gu Feng) en 1994.
Au vu de sa carrière, certains critiques chinois la nomment : « La dernière noble de l'industrie cinématographique chinoise ».

## Filmographie

### Cinéma
- 1978 : Sha mo tuo ling
- 1979 : Ku nao ren de xiao
- 1981 : Du Shiniang
- 1982 : Arrivé à l'âge mûr (Ren dao zhong nian)
- 1986 : La Dernière Impératrice (Huo long)
- 1987 : Mo dai huang hou
- 1988 : Le Puits (zh) (Jing)
- 1989 : Wan zhu
- 1989 : Zui hou de gui zu
- 1991 : Woman-Taxi-Woman
- 1994 : Shanghai Fever (Gu Feng)
- 1997 : Yung po giu yeung
- 2005 : Niqiu ye shi yu
- 2012 : Qian Xuesen
- 2013 : So Young (Zhi wo men zhong jiang shi qu de qing chun)
- 2015 : Lost in Hong Kong (Gǎng Jiǒng)

Cette liste est non exhaustive.

### Télévision

#### Séries télévisées
- 1997 : Qian qiu jia guo meng : Huang Lan
- 2001 : Qing she yu bai she : Xiao Taishi
- 2002 : Qing Yi : Liu Ruyun
- 2005 : Moment in Peking (Jing hua yan yun) : Mme Zeng (23 épisodes)
- 2007 : Thank You For Having Loved Me (Xie xie ni ceng jing ai guo wo) : Su Yuzhen (1 épisode)
- 2008 : Taiwan 1895 : Xi Taihou (17 épisodes)
- 2010 : Yi Zhe Ren Xin : Yan Ruyi
- 2013 : La ma zheng zhuan : Mme Deng
- 2015 : Hu ma mao ba : Sun Yaxian (44 épisodes)

## Distinctions

### Coq d'or
- 1983 : Coq d'or de la meilleure actrice pour Arrivé à l'âge mûr (Ren dao zhong nian)
- 1988 : Coq d'or de la meilleure actrice pour Le Puits (zh) (Jing)
- 1994 : Coq d'or de la meilleure actrice pour Shanghai Fever (Gu Feng)

### Prix des Cent Fleurs
- 1983 : nomination au Prix des Cent Fleurs de la meilleure actrice pour Arrivé à l'âge mûr (Ren dao zhong nian)
- 1994 : Prix des Cent Fleurs de la meilleure actrice pour Shanghai Fever (Gu Feng)

### Huabiao Film Award
- 1994 : Huabiao Film Award de la meilleure actrice pour Shanghai Fever (Gu Feng)

### Festival du film de Changchun
- 1994 : Cerf d'or de meilleure actrice pour Shanghai Fever (Gu Feng)

### Shanghai Film Critics Award
- 1994 : Meilleure actrice pour Shanghai Fever (Gu Feng)

### Autres prix
- 1987 : Meilleure actrice au Festival international du cinéma de Damas pour La Dernière Impératrice (Huo long)
- 1987 : Meilleure actrice au Golden Phoenix Award pour La Dernière Impératrice (Huo long)
- 1988 : Meilleure actrice au Festival du film de Taormine pour Le Puits (zh) (Jing)
- 1994 : Meilleure actrice au Golden Phoenix Award pour Shanghai Fever (Gu Feng)